# 눈맞춤

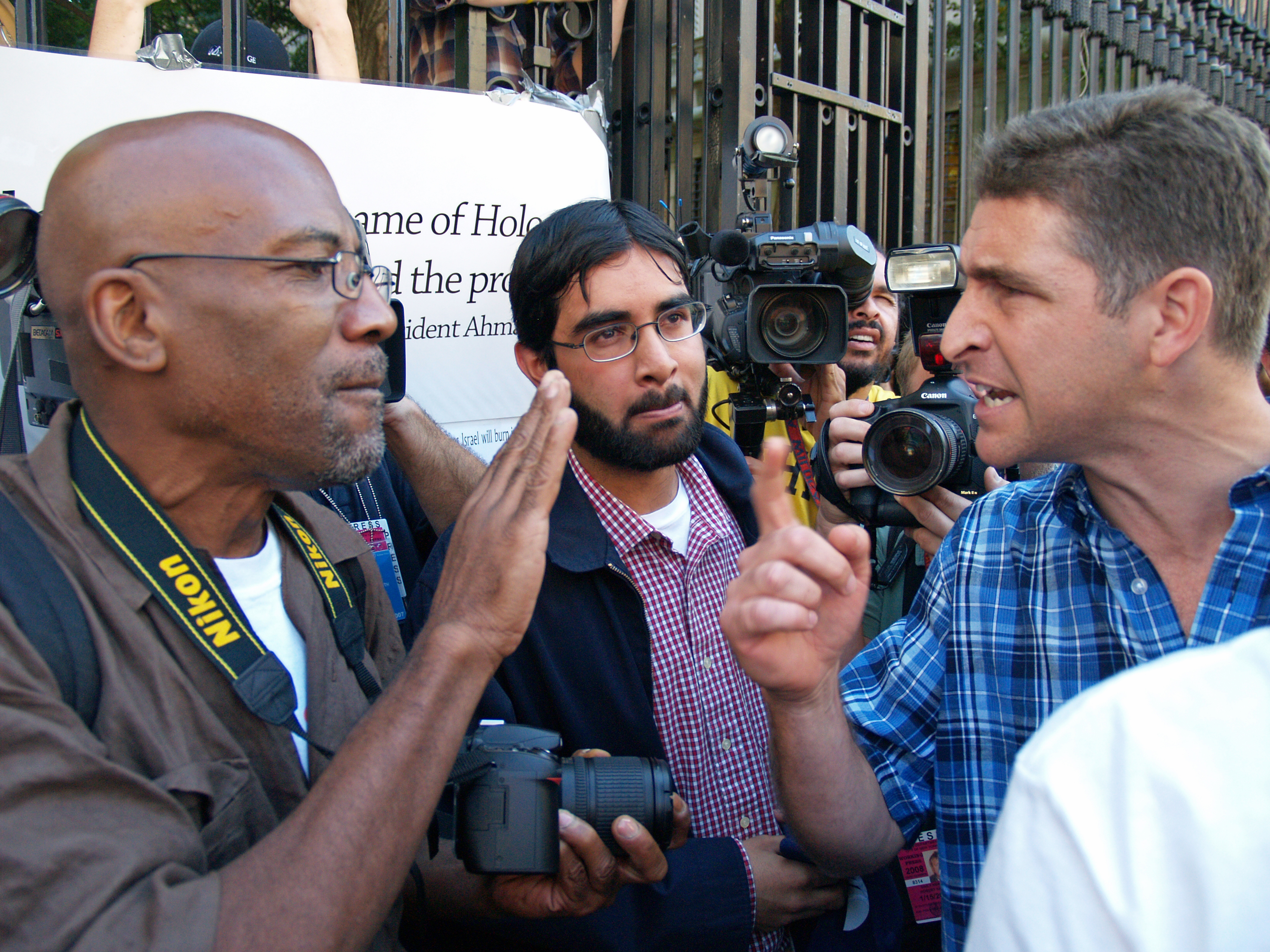
눈맞춤

눈맞춤 또는 아이 콘택트(eye contact)는 마주한 두 사람이 상대의 눈을 바라보며 서로의 시선을 일치시키는 커뮤니케이션의 한 형태로서, 서구권의 문화에서 유래하는 관습이다.

## 회화시의 눈맞춤
동아시아 문화권에서 대화 도중에 다른 사람의 눈을 직접 마주 보는 것은 전통적으로 무례한 행동으로 인식되었으나, 오늘날에는 서구화의 영향으로 그러한 경향이 비교적 완화되었다. 현대의 대인관계에서 상대방의 눈을 보는 것은 기본적인 규칙으로 간주되고 있다.

## 동아시아 문화권에서의 의미
90년대 이전 한국이나 일본의 영화에서는 대화하는 상대의 눈을 바라보지 않고 이야기하는 모습이 보통으로 묘사되곤 하며, 현재에 이르러서도 여전히 한국, 일본 등 동아시아 문화권 지역에서 강한 눈맞춤은 상대에 대한 압박으로 해석되어 긴장을 낳는 경우도 흔하다.

## 의사전달을 위한 눈맞춤
눈맞춤은 소리를 내지 않고 커뮤니케이션을 하기 위한 기본적인 수단이다. 주로 구기 종목 등 스포츠 경기시에 눈을 이용한 신호로 의사소통을 하기도 한다.

## 같이 보기
- 아이콘택트 (채널A) - 관련된 프로그램